# João Batista Alves do Nascimento
João Batista Alves do Nascimento, C.Ss.R. (Jordânia, 2 de março de 1972) é um prelado brasileiro da Igreja Católica, atual bispo de Barra.

## Biografia
Entrou no Seminário Beato Gaspar, em Bom Jesus da Lapa em 1994. Após concluir seus estudos em Filosofia e Teologia na Universidade Católica do Salvador, em Salvador, emitiu sua profissão religiosa em 8 de fevereiro de 1998 na Congregação do Santíssimo Redentor (Redentoristas) e fez seus votos perpétuos em 11 de março de 2001.
Foi ordenado diácono em 29 de julho de 2001, no Santuário do Bom Jesus da Lapa e da Mãe da Soledade, pelo bispo de Bom Jesus da Lapa, Dom Francisco Batistela, C.Ss.R. e ordenado padre em 16 de dezembro de 2001, na Catedral de Nossa Senhora das Vitórias, em Vitória da Conquista, por Dom Czesław Stanula, C.Ss.R., bispo de Itabuna.
Após sua ordenação, foi membro da equipe missionária entre 2002 e 2003, formador do período de Aspirantado até 2004 e do Seminário de Filosofia por dois períodos, entre 2005 e 2007 e de 2015 a 2018, além de vigário do vice-provincial (entre 2005 e 2007). Entre 2007 e 2009, fez licenciatura em espiritualidade na Pontifícia Faculdade Teológica e Pontifício Instituto de Espiritualidade «Teresianum» em Roma. Foi superior da Vice-Província Redentorista da Bahia de 2011 a 2014 e membro do Conselho dos Missionários Redentoristas da Bahia. Ademais, foi vigário paroquial e responsável da área pastoral na Arquidiocese de São Salvador da Bahia.
Desde 2019 e até sua nomeação como bispo, era Reitor do Santuário do Bom Jesus da Lapa e da Mãe da Soledade, além de membro do Conselho Presbiteral na Diocese de Bom Jesus da Lapa.
Em 31 de maio de 2023, o Papa Francisco o nomeou como bispo de Barra. Recebeu a ordenação episcopal em 23 de setembro seguinte, no Santuário onde era então reitor, de Dom Darci José Nicioli, C.Ss.R, arcebispo de Diamantina, coadjuvado por Dom Josafá Menezes da Silva, arcebispo de Vitória da Conquista e por Dom João Santos Cardoso, arcebispo de Natal.